# Innopolis
Innopolis (in russo Иннопо́лис?) è una città della Russia sita nella Repubblica del Tatarstan, nel Verchneuslonskij rajon, e città satellite di Kazan'. La città viene spesso accostata alla Silicon Valley statunitense.

## Geografia fisica
La città è sita nella Russia europea alla confluenza dei fiumi Volga e Svijaga a circa 40 chilometri da Kazan'.

## Storia

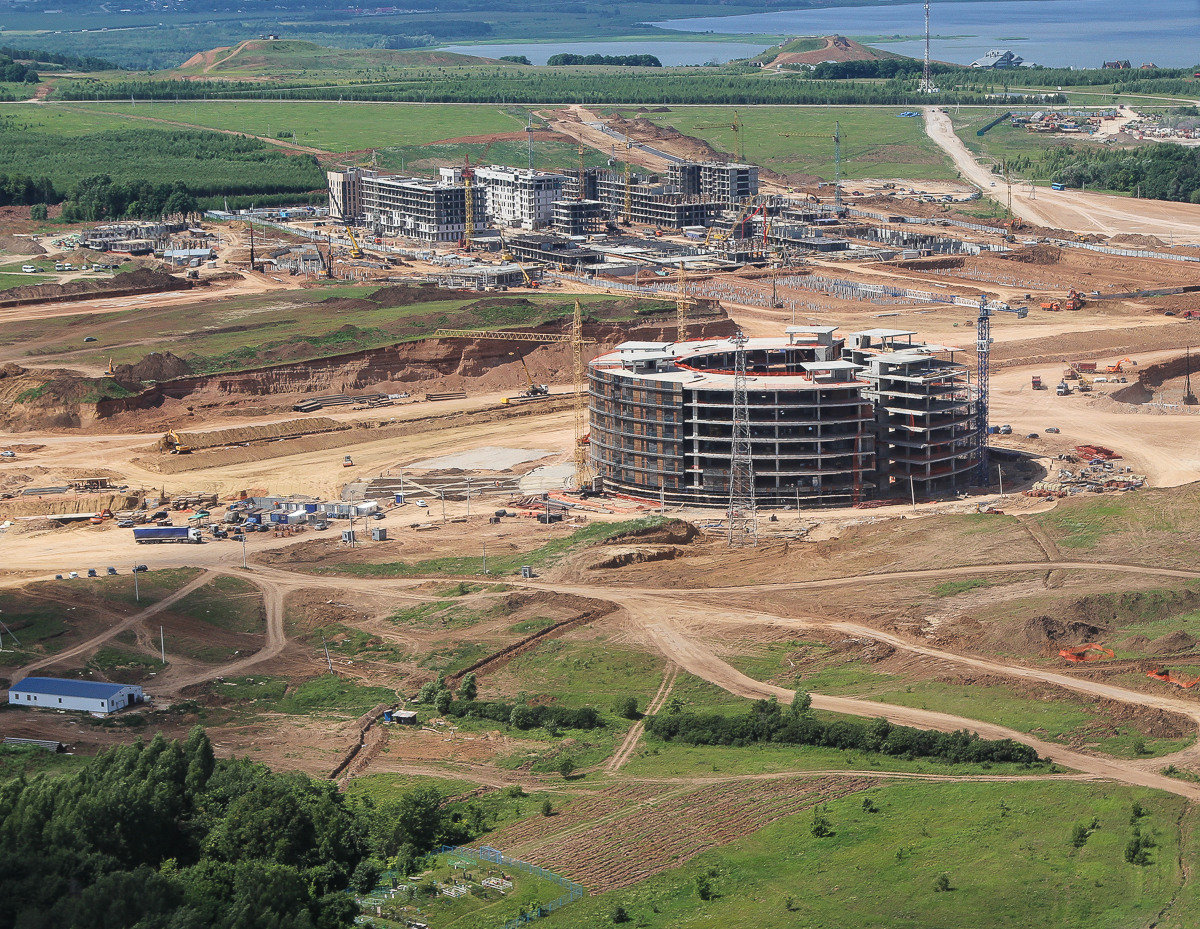
Fase della costruzione di Innopolis nel 2014

La realizzazione di un polo tecnologico nella periferia di Kazan' fu avanzata per la prima volta dal Presidente del Tatarstan Rustam Minnichanov nel 2010. Il progetto, inizialmente denominato IT-derevnja (in russo IT-деревня?), precedeva la realizzazione di uffici, edifici residenziali ed altre infrastrutture con una capacità complessiva di circa 50 000 abitanti.

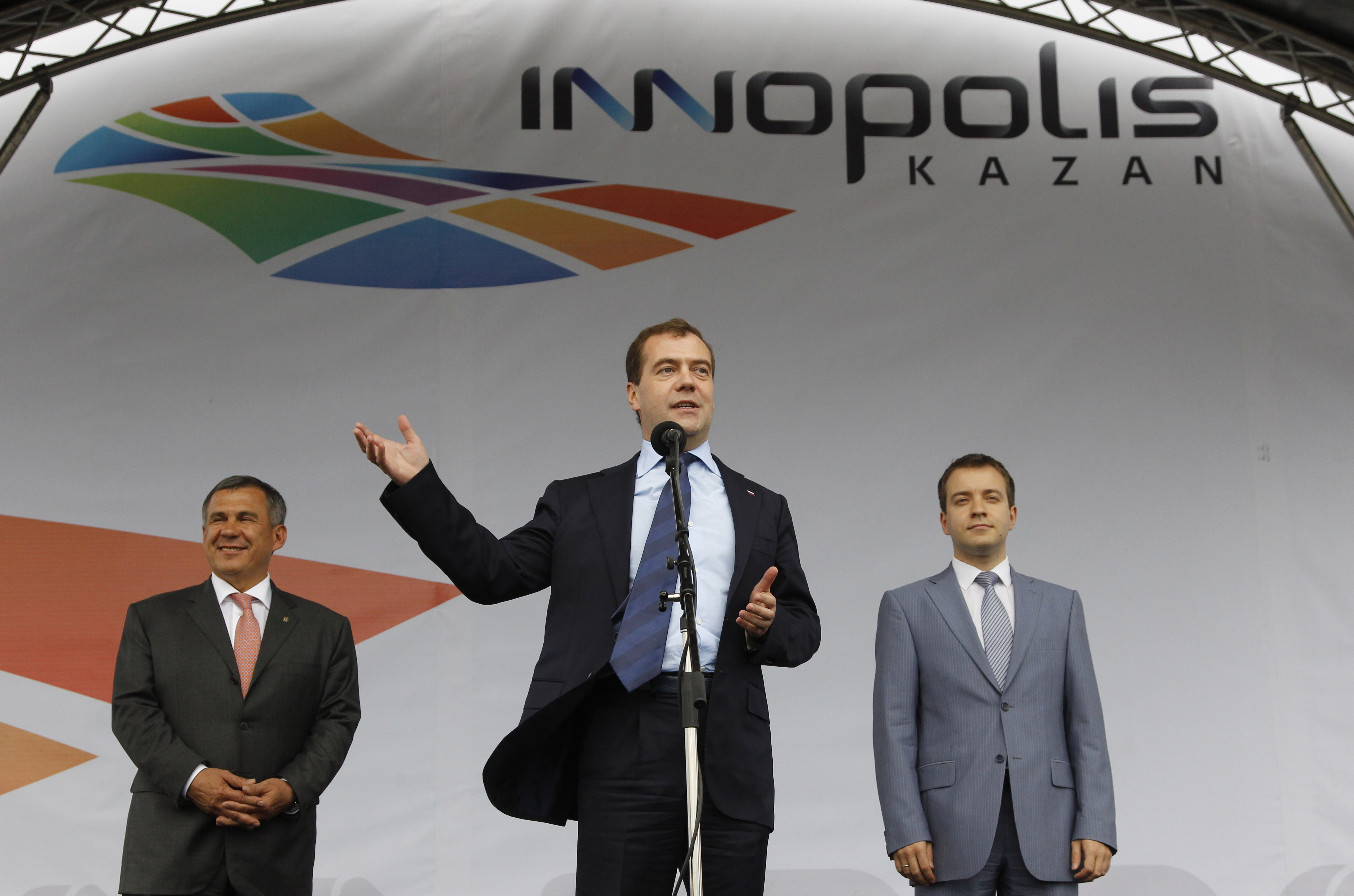
Il Primo ministro della Federazione Russa Dmitrij Medvedev, il Presidente del Tatarstan Rustam Minnichanov e il Ministro delle telecomunicazioni e dei mass media Nikolaj Nikiforov

I lavori per la realizzazione, coordinati dall'architetto Liu Thai Ker, iniziarono il 9 giugno 2012 e in una cerimonia ufficiale il Primo ministro della Federazione Russa Dmitrij Medvedev, il Presidente del Tatarstan Rustam Minnichanov e il Ministro delle telecomunicazioni e dei mass media Nikolaj Nikiforov hanno depositato una capsula del tempo con un messaggio per i futuri residenti della città. La città è stata ufficialmente inaugurata tre anni dopo, il 9 giugno 2015, anche se già dal 2013 era attiva l'Università di Innopolis.